# Ajuntament de Móra la Nova
L'Ajuntament de Móra la Nova és una obra del municipi de Móra la Nova (Ribera d'Ebre) inclosa en l'Inventari del Patrimoni Arquitectònic de Catalunya.

## Descripció
Es tracta d'un edifici situat dins del nucli urbà de la població de Móra la Nova, al bell mig del terme i proper a l'església parroquial de la vila.
Edifici entre mitgeres de planta rectangular, format per diversos cossos adossats dels quals destaca el davanter, orientat al carrer Major. Aquest presenta la coberta de teula de dos vessants i està distribuït en planta baixa i pis. La façana principal presenta dos portals rectangulars d'accés a l'interior, situats als extrems del parament, i decorats amb una peça a manera de clau. Al centre del parament hi ha dos grans finestrals rectangulars. Al pis, les obertures són rectangulars amb la part superior dels brancals motllurada. Als extrems, damunt dels portals d'accés, hi ha dos balcons exempts amb les llosanes sostingudes per mènsules i barana de balustrada. Els finestrals de sortida presenten el mateix motiu decoratiu que els portals de la planta baixa, i estan emmarcats per dues pilastres que sobresurten del coronament. Al mig del parament hi ha quatre finestres balconeres amb balustrada. El coronament de la façana combina les motllures semicirculars amb les esglaonades.
La construcció està arrebossada i pintada.